# Clasificación por equipos en la Vuelta a España
La clasificación por equipos a la Vuelta en España es una de las clasificaciones secundarias de la Vuelta en España. Es la clasificación que recompensa el mejor equipo. Fue instaurada en la primera edición de la Vuelta y no se ha dejado de premiar en ninguna edición.

## Palmarés
| Año  | Ganadores             |
| ---- | --------------------- |
| 1935 | Bélgica               |
| 1936 | Bélgica               |
| 1941 | España                |
| 1942 | España                |
| 1945 | España                |
| 1946 | España                |
| 1947 | España                |
| 1948 | España                |
| 1950 | España                |
| 1955 | Francia               |
| 1956 | España                |
| 1957 | España                |
| 1958 | Bélgica               |
| 1959 | Faema                 |
| 1960 | Groene Leeuw          |
| 1961 | Faema                 |
| 1962 | Helyett-Saint Raphael |
| 1963 | Saint Raphael         |
| 1964 | Kas                   |
| 1965 | Mercier-BP            |
| 1966 | Kas                   |
| 1967 | Kas                   |
| 1968 | Kas                   |
| 1969 | Bic                   |
| 1970 | Werner                |
| 1971 | Werner                |
| 1972 | Kas                   |
| 1973 | La Casera             |
| 1974 | Kas                   |
| 1975 | Kas                   |
| 1976 | Kas-Campagnolo        |
| 1977 | Teka                  |
| 1978 | Kas                   |
| 1979 | Kas                   |
| 1980 | Splendor              |
| 1981 | Zor-Helios-Novostil   |
| 1982 | Kelme                 |
| 1983 | Zor                   |
| 1984 | Teka                  |
| 1985 | Zor-Gemeaz            |
| 1986 | Zor-BH                |

| Año  | Ganadores                  |
| ---- | -------------------------- |
| 1987 | Ryalcao-Manzana-Postobon   |
| 1988 | BH                         |
| 1989 | Kelme                      |
| 1990 | ONCE                       |
| 1991 | ONCE                       |
| 1992 | Amaya Seguros              |
| 1993 | Amaya Seguros              |
| 1994 | Banesto                    |
| 1995 | ONCE                       |
| 1996 | Polti                      |
| 1997 | Kelme-Costa Blanca         |
| 1998 | Banesto                    |
| 1999 | Banesto                    |
| 2000 | Kelme-Costa Blanca         |
| 2001 | iBanesto.com               |
| 2002 | Kelme-Costa Blanca         |
| 2003 | iBanesto.com               |
| 2004 | Comunitat Valenciana-Kelme |
| 2005 | Comunitat Valenciana       |
| 2006 | Discovery Channel          |
| 2007 | Caisse d'Épargne           |
| 2008 | Caisse d'Épargne           |
| 2009 | Xacobeo Galicia            |
| 2010 | Team Katusha               |
| 2011 | Geox-TMC                   |
| 2012 | Movistar Team              |
| 2013 | Euskaltel Euskadi          |
| 2014 | Team Katusha               |
| 2015 | Movistar Team              |
| 2016 | BMC Racing                 |
| 2017 | Astana Pro Team            |
| 2018 | Movistar Team              |
| 2019 | Movistar Team              |
| 2020 | Movistar Team              |
| 2021 | Team Bahrain Victorious    |
| 2022 | UAE Team Emirates          |
| 2023 | Team Jumbo-Visma           |
| 2024 | UAE Team Emirates          |

### Palmarés por país
| País                   | Victorias | Último vencedor                  |
| ---------------------- | --------- | -------------------------------- |
| España                 | 56        | Movistar Team en 2020            |
| Bélgica                | 7         | Splendor en 1980                 |
| Francia                | 5         | Mercier BP en 1965               |
| Estados Unidos         | 2         | BMC Racing Team en 2016          |
| Rusia                  | 2         | Team Katusha en 2014             |
| Emiratos Árabes Unidos | 2         | UAE Team Emirates en 2024        |
| Colombia               | 1         | Ryalcao-Manzana-Postobon en 1987 |
| Kazajistán             | 1         | Astana en 2017                   |
| Italia                 | 1         | Team Polti en 1996               |
| Baréin                 | 1         | Team Bahrain Victorious en 2021  |
| Países Bajos           | 1         | Jumbo-Visma en 2023              |